# Strike Fighter
Strike Fighter è un videogioco arcade di combattimento aereo con visuale in prima persona pubblicato dalla Sega nel 1991 e convertito, con il titolo After Burner III, per FM Towns e Mega CD nel 1992. Le versioni domestiche aggiungono l'opzione di giocare con visuale in terza persona.
L'arcade, uscito in Giappone, si considera un seguito non dichiarato di G-LOC: Air Battle, è basato sullo stesso sistema Sega Galaxy Force ed è simile nell'aspetto, ma abbandona la struttura a missioni con obiettivi di G-LOC per tornare più nello stile di After Burner. Le conversioni presero esplicitamente il titolo After Burner III, ponendosi numericamente dopo After Burner II.
L'arcade ebbe a sua volta un seguito con Sega Strike Fighter (2000), basato sul sistema Sega NAOMI.